# Головная боль напряжённого типа
Головная боль напряжённого типа (tension-type headache, TTH — номенклатура Международного общества головной боли [IHS]; головная боль напряжения; ГБН) — самый распространённый тип первичной (доброкачественной) головной боли (от 30 до 78% от всех случаев). Общей чертой являются продолжительность от 30 минут до нескольких суток, а также четыре симптома, два из которых обязательны для точного диагноза: двусторонняя, давящая или сжимающая (не пульсирующая), легкой или умеренной интенсивности, не усиливается при обычной физической активности (такой как ходьба или подъём по лестнице). Для постановки диагноза необходимо иметь не менее 10 эпизодов головной боли.
Ранее используемые термины: «головная боль при сокращении мышц», «психомиогенная головная боль», «стрессовая головная боль», «обычная головная боль», «существенная (essential) головная боль», «идиопатическая головная боль», «психогенная головная боль».

## Эпидемиология
ГБН страдают около 1,4 миллиарда людей в мире (20,8 % общей популяции).  
Распространенность в течение жизни составляет 78%. Распространенность в России (2009 — 2011) составила 30,8%.  Наиболее распространена эпизодическая форма, которая отмечается несколько раз в месяц у 24–37% популяции, еженедельно у 10%; лишь 2–3% имеют хроническую форму.
Чаще встречается у женщин, чем у мужчин (по разным данным: 23% к 18 %, 5:4).
Средний возраст начала 25–30 лет.
Степень дезадаптации и социально-экономический ущерб, связанные с ГБН весьма велики, даже больше, чем при мигрени.

## Этиология и патогенез
ГБН не связана с органическим поражением головного мозга и других структур, расположенных в области головы и шеи. Участие генетических механизмов в развитии ГБН также не подтверждено.
Однако точные механизмы развития ГБН неизвестны. Каким образом внешние факторы влияют на развитие заболевания, до конца не изучено.
Раньше этот тип головной боли считался преимущественно психогенным. Затем появился ряд исследований, которые убедительно указывают на нейробиологическую основу для тяжелых подтипов ГБН. Механизмы периферической боли (дисфункция перикраниальных мышц), скорее всего, играют роль в развитии Эпизодической ГБН. Центральные болевые механизмы (сенситизация центральных нейронов, снижение болевых порогов и активности антиноцицептивной системы) играют более важную роль в развитии Хронической ГБН.
Мышечно-тонический синдром, как полагают, развивается следующим образом. В ответ на эмоциональный стресс повторяются сокращения мышц, приводящие к их рефлекторному напряжению. В результате рефлекторного напряжения повышается возбудимость ноцицептивных нейронов в структурах ЦНС, в том числе мотонейронов передних рогов спинного мозга. Длительное тоническое напряжение мышц ухудшает кровоток в них, что приводит к гипоксии мышцы, ацидозу и выделению медиаторов воспаления, которые, в свою очередь, связываясь с соответствующими рецепторами на мембране периферических окончаний мышечных ноцицепторов, повышают их чувствительность к боли (сенситизация). Появляются локусы болезненных мышечных уплотнений, что ещё больше усиливает афферентный поток ноцицептивных импульсов в задние рога спинного мозга и другие отделы ЦНС.
Высокий уровень депрессии и тревожности, выявляемый у большинства пациентов, облегчают болевую трансмиссию и способствуют хронизации болевого синдрома.

## Факторы риска и триггеры

### Факторы риска развития ГБН
- низкая самооценка пациентами состояния своего здоровья,[2]
- «неспособность» к психологическому и мышечному расслаблению,[2]
- недостаток ночного сна.[2]

### Факторы, провоцирующие приступ ГБН (триггеры)
- эмоциональный стресс (острый или хронический),[2]
- позное напряжение (длительное пребывание головы и шеи в вынужденной неудобной позе).[2]

При отвлечении внимания или положительных эмоциях боль может ослабевать или полностью исчезать, при возобновлении эмоциональных нагрузок и/или мышечного/позного напряжения – вновь усиливаться.
Приблизительно половина пациентов с ГБН жалуются на стресс, чувство голода, неудобную позу, чрезмерную зрительную нагрузку или на недосыпание как причину или предрасполагающий фактор для возникновения головной боли.

### Факторы риска учащения (хронизации) ГБН
- избыточное применение обезболивающих препаратов,[2]
- психические нарушения (депрессия, тревожные и соматоформные расстройства).[2]

### Прочее
Некоторые источники относят к факторам, влияющим на ГБН, следующее: 
- нерегулярное питание, чувство голода;
- зрительное напряжение, чрезмерная нагрузка на глаза;
- гипогликемия (например от голода), гиперкапния (например в душном помещении) или гипокапния (например при гипервентиляционном синдроме), гипоксия мозга;
- слишком низкая (холод) или слишком высокая (жара) температура внешней среды;
- артериальная гипертензия (повышенное артериальное давление) или артериальная гипотензия (пониженное артериальное давление);
- гипертермия (повышенная температура тела);
- гормональные нарушения (климакс, тиреотоксикоз и др.);
- передозировка кофеина и других психостимуляторов;
- синдром предменструального напряжения.

## Классификация

### ПоМКГБ-3(2018)
1. Нечастая эпизодическая ГБН — возникает почти у всего населения, обычно очень мало влияет на человека и, в большинстве случаев, не требует внимания со стороны медиков.
1.1. Связанная с болезненностью перикраниальных (т.е. черепных) мышц (здесь и далее: имеется ввиду боль, выявляемая при ручном ощупывании волосистой части головы).
1.2. Не связанная с перикраниальной болезненностью. 
2. Частая эпизодическая ГБН —  может быть связана со значительной инвалидностью и иногда требует лечения дорогостоящими лекарствами.
2.1. Связанная с перикраниальной болезненностью.
2.2. Не связанная с перикраниальной болезненностью.
3. Хроническая ГБН — серьезное заболевание, приводящее к значительному снижению качества жизни и высокой инвалидности.
3.1. Связанная с перикраниальной болезненностью.
3.2. Не связанная с перикраниальной болезненностью.
4. Вероятная ГБН.
4.1. Вероятная нечастая эпизодическая ГБН.
4.2. Вероятная частая эпизодическая ГБН.
4.3. Вероятная хроническая ГБН.

### ПоМКБ-11
8A81.0 Нечастая эпизодическая ГБН.
8A81.1 Частая эпизодическая ГБН.
8A81.2 Хроническая ГБН.
8A81.Y Другая конкретная ГБН.
8A81.Z ГБН неуточненная.

### ПоМКБ-10
G44.2 Головная боль напряженного типа.

## Диагностика

### Принципы диагностики
- Диагноз устанавливается без инструментальных обследований: только на основании жалоб пациента, анамнеза и данных неврологического осмотра, поскольку ГБН является первичной (неорганической[10]) головной болью. Дополнительные методы обследования не выявляют специфических для ГБН изменений и не целесообразны.[2][11]

- Дообследование показано при подозрении на вторичную головную боль[2]:

1. невыполнение более 1 критерия первичной головной боли,
2. выполнение диагностических критериев вторичной головной боли,
3. наличие 1 или более «сигналов опасности».

### Критерии диагноза по МКГБ-3

#### Нечастая эпизодическая ГБН
— редкие эпизоды головной боли, обычно двусторонние, давящие или сжимающие, от легкой до умеренной интенсивности, продолжающиеся от нескольких минут до нескольких дней. Боль не усиливается при обычной физической активности и не связана с тошнотой, но может присутствовать светобоязнь или фонофобия. Диагностические критерии: 
A. По крайней мере, 10 эпизодов головной боли, возникающие в среднем менее 1 дня в месяц (<12 дней в году) и отвечающие критериям B-D.
B. Продолжительность от 30 минут до 7 дней. 
C. По крайней мере две из следующих четырёх характеристик: 
1. двусторонняя,
2. давящая или сжимающая (без пульсации),
3. легкая или умеренная интенсивность,
4. не усугубляется обычной физической активностью, такой как ходьба или подъём по лестнице.

D. Оба следующих критерия: 
1. отсутствие тошноты и рвоты,
2. не более одного симптома: или светобоязнь, или звукобоязнь.

E. Не объясняется другим диагнозом по критериям МКГБ-3.

#### Частая эпизодическая ГБН
— все характеристики, кроме частоты боли, соответствуют таковым у Нечастой эпизодической ГБН. Диагностические критерии (только отличия): 
A. По крайней мере, 10 эпизодов головной боли, возникающих 1-14 дней в месяц, в среднем более 3 месяцев (≥12 и <180 дней в году) и отвечающих критериям B-D.

#### Хроническая ГБН
— развивается из Частых эпизодических ГБН. Приступы могут быть ежедневными или очень частыми. Боль может быть связана с легкой тошнотой. Диагностические критерии (только отличия): 
A. Головная боль, возникающая в среднем 15 дней в месяц более 3 месяцев (180 дней в году), соответствует критериям B-D
B. Продолжительность от нескольких часов до нескольких дней или постоянная. 
D. Оба следующих условия: 
1. не более одного из симптомов: или светобоязнь, или фонофобия, или легкая тошнота,
2. нет ни средней, ни сильной тошноты и рвоты.

Следует отличать от ХГБН похожую на неё Новую ежедневную постоянную головную боль.

#### Вероятная ГБН
Это ГБН, в которой отсутствует одна из характеристик, необходимых для выполнения всех критериев подтипа ГБН. Пациенты также могут соответствовать критериям одной из подчиненных форм вероятной мигрени; в таких случаях следует использовать всю остальную доступную информацию, чтобы решить, какая из альтернатив более вероятна.

### Дополнительные симптомы
- Повышенная перикраниальная болезненность — наиболее значимое отклонение у пациентов с ГБН. Регистрируется при ручной пальпации. Болезненность обычно присутствует в межприступный период, усиливается во время приступа головной боли и увеличивается с интенсивностью и частотой головных болей. Эта боль легко регистрируется небольшими вращательными движениями и сильным давлением (желательно с помощью пальпометра) вторым и третьим пальцами на лобной, височной, жевательной, крыловидной, грудино-ключично-сосцевидной, ременной и трапециевидной мышцах. Оценки локальной болезненности от 0 до 3 для каждой мышцы могут быть суммированы, чтобы получить общую оценку болезненности для человека. Пальпация помогает скорректировать стратегию лечения, а также повышает ценность и достоверность объяснений, данных пациенту. Повышенная болезненность, скорее всего, имеет патофизиологическое значение.[1]

### Инструменты диагностики
- Визуальная аналоговая шкала[англ.] используется для оценки интенсивности боли, которая при ГБН не должна превышать 6-7 баллов.[2]
- Дневник головной боли (запись симптомов, временны́х параметров, приёма лекарств и провоцирующих факторов), который ведёт пациент, помогает врачу установить правильный диагноз,[6] особенно важно знать число дней с головной болью в месяц (определение формы ГБН) и число дней с приёмом обезболивающих препаратов (определение лекарственного абузуса).[11]
- Календарь приёма обезболивающих  — визуально удобен для подсчёта числа дней с приёмом обезболивающих, что помогает предотвратить развитие лекарственной головной боли.

### Дифференциальная диагностика

#### Мигрень
Диагностическая сложность, наиболее часто встречающаяся при первичных головных болях, заключается в различении ГБН и Легкой мигрени без ауры. Тем более, что пациенты с частыми головными болями часто страдают обоими заболеваниями.

Было предложено ужесточить диагностические критерии для ГБН в надежде исключить мигрень, фенотипически напоминающую ГБН. Такое повышение специфичности, в то же время, снизило бы чувствительность критериев, что привело бы к увеличению доли пациентов, головные боли которых можно было бы классифицировать только как головную боль с вероятным напряжением или с вероятной мигренью. Более строгие диагностические критерии для ГБН были предложены в приложении МГКБ-2, но пока нет доказательств того, что такое изменение было бы полезным. Эти более строгие диагностические критерии остаются в приложении только для исследовательских целей. Классификационный комитет ICHDI рекомендует сравнения между пациентами, диагностированными в соответствии с каждым набором критериев, не только для характеристики клинических признаков, но и для исследования патофизиологических механизмов и реакции на лечение.
Оригинальный текст (англ.)Stricter diagnostic criteria have been suggested for 2. Tension-type headache in the hope of excluding migraine that phenotypically resembles tension-type headache. Such criteria were proposed in the Appendix of ICHD-II as A2. Tension-type headache. However, the increase in specificity of the criteria reduces their sensitivity, resulting in larger proportions of patients whose headaches can be classified only as 2.4 Probable tension-type headache or 1.5 Probable migraine. With still no evidence that such a change would be beneficial, these stricter diagnostic criteria remain in the Appendix, for research purposes only.
The Classification Committee recommends comparisons between patients diagnosed according to each set of criteria, not only for characterization of clinical features but also for enquiry into pathophysiological mechanisms and response to treatments.
— МГКБ-3
ГБН при мигрени желательно выявлять с помощью диагностического дневника головной боли.
Для Хронической мигрени характерна фоновая боль, подобная ГБН. Поэтому следует опираться на данные анамнеза: типичные приступы мигрени в начале болезни, мигренозные триггеры, облегчение при беременности, наследственность.
- Когда головная боль соответствует критериям Вероятной мигрени и ГБН, следует кодировать диагноз, как ГБН. В соответствии с общим правилом, точные диагнозы всегда важнее вероятных.[1]

- Если головная боль соответствует критериям Вероятной мигрени и Вероятной ГБН, следует использовать диагноз Вероятная мигрень согласно общему правилу иерархии, в котором мигрень и её подтипы ставятся перед ГБН и её подтипами.[1]

- Хроническая ГБН и Хроническая мигрень требуют продолжительности головной боли не менее 15 дней в месяц. Для Хронической ГБН, головная боль в течение не менее 15 дней должна соответствовать критериям для ГБН.  Хроническая мигрень, продолжающаяся не менее 8 дней, должна соответствовать критериям Мигрени. Следовательно, пациент может соответствовать критериям для обоих этих диагнозов, например, имея головную боль 25 дней в месяц, отвечающую критериям мигрени в течение 8 дней и критериям головной боли напряжения в течение 17 дней. В этих случаях следует ставить только диагноз Хроническая мигрень.[1]

Лечение мигрени значительно отличается от лечения ГБН, поэтому важно научить пациентов различать эти типы головной боли, если они хотят выбрать правильное лечение для каждого из них, избегая при этом неблагоприятных последствий чрезмерного использования лекарств.

#### Новая ежедневная постоянная головная боль
Когда впервые возникшая головная боль удовлетворяет критериям Хронической ГБН, является ежедневной и неослабевающей через 24 часа после её первого начала, состояние кодируют как Новая ежедневная постоянная головная боль (или: Новая ежедневная изначально персистирующая головная боль) (МКГБ-3 — 4.10).

#### Вторичная головная боль
1. Если впервые возникшая боль имеет характеристику ГБН и находится в тесной связи (временной или причинно-следственной) с другим расстройством, то такую боль, следует кодировать как Вторичную головную боль.
2. Если ранее существовавшая ГБН становится хронической в тесной связи (временной или причинно-следственной) с другим расстройством, следует поставить как первоначальный диагноз ГБН, так и Вторичную головную боль.
3. Если ранее существовавшая ГБН значительно усиливается (двукратно или больше по частоте или интенсивности) и имеет тесную связь (временную или причинно-следственную) с другим расстройством, следует поставить как первоначальный диагноз ГБН, так и диагноз Вторичной головной боли — при условии наличия веских доказательств того, что расстройство может вызывать головную боль.
4. Во всех случаях Хронической ГБН при чрезмерном употреблении лекарств следует ставить оба диагноза: Хроническая ГБН и Головная боль, вызванная чрезмерным употреблением лекарств. Нередко после отмены препарата критерии диагноза Хронической ГБН перестают выполняться, поэтому диагноз следует пересматривать.[1]

### Ошибки в диагностике
1. Установление вместо диагноза «Головная боль напряжённого типа» заведомо ложных диагнозов, не соответствующих критериям МКГБ-3. Например, «дисциркуляторная энцефалопатия», «остеохондроз», «цефалгический синдром», «вегетососудистая дистония», «гипертензионно-гидроцефальный синдром», «головная боль, связанная с артериальной гипертензией», «посттравматическая головная боль».[2][11]
2. Направление пациентов с типичной клинической картиной ГБН и без симптомов вторичной головной боли на дополнительные исследования. В настоящее время не выявлено каких-либо органических изменений, характерных для ГБН. Поэтому все дополнительные методы исследования не будут информативны.[2]
3. Установление вместо диагноза «Головная боль напряжённого типа» ложных диагнозов на основании неверной интерпретации дополнительных методов исследования. Например, трактовка неспецифических изменений головного мозга и сосудов, как признаков органического поражения, установление диагноза «дисциркуляторная энцефалопатия» на основании «снижения линейной скорости кровотока» при УЗДГ краниовертебральных артерий, диагноза «гидроцефальный синдром» при незначительном расширении субарахноидальных пространств,[2] диагноза «остеохондроз с цефалгическим синдромом» при обнаружении признаков дегенеративных изменений в шейном отделе позвоночника.[11]
4. Упущение из внимания сопутствующих расстройств, влияющих на течение ГБН, например тревожных расстройств, депрессии, фобий, состояния перикраниальных мышц, нарушения ночного сна.[2]

## Лечение

### Эмоциональная поддержка и разъяснение сути заболевания
- Необходимо объяснить пациенту, что ГБН имеет доброкачественную природу и не является признаком серьёзного заболевания. Это особенно важно для пациентов, имеющих риск развития лекарственно-индуцированной головной боли.[6]

- Пациенты нуждаются в получении информации о заболевании, поскольку многие из них находят неправильную информацию в интернете. [6]

- Ведение календаря головной боли рекомендуется использовать для того, чтобы пациент видел положительные обнадеживающие результаты профилактического лечения.[6]

### Лекарственное обезболивание приступов (симптоматическое лечение)
Приём обезболивающих без профилактического лечения разрешён только для пациентов с Эпизодической ГБН при частоте приступов не более 2 раз в неделю или 8 дней в месяц

#### Рекомендованные лекарства
«Европейские принципы» предлагают один из трёх препаратов:
- ибупрофен[12] — препарат выбора (ввиду наименьшего потенциала желудочно-кишечных осложнений среди НПВС),[2]
- аспирин[13] (НПВС, только для взрослых),
- парацетамол — частое использование в больших дозах или в сочетании с алкоголем может привести к поражению печени.[2]

«Клинические рекомендации» (2016) дополняют этот список следующими лекарствами из группы НПВС (уровень убедительности «А»):
- кетопрофен,
- напроксен,
- диклофенак.

Препараты из группы НПВС могут вызвать гастропатию и повышают риск кровотечений; парацетамол в этом отношении более безопасен.
НПВС более эффективны для обезболивания, чем аспирин, который, в свою очередь, более эффективен, чем парацетамол.
Комбинация ибупрофена или парацетамола с кофеином повышает эффективность обезболивания, но, возможно, увеличивает риск развития ЛИГБ (при приёме комбинированных препаратов).
Комбинация парацетамол + аспирин + кофеин более эффективна, чем терапия одним препаратом, но при приёме более 8 дней в месяц увеличивает риск ЛИГБ.
При Хронической ГБН эти препараты обладают «сомнительной эффективностью» и повышают риск развития ЛИГБ.

#### Не рекомендованные лекарства
- опиаты[6][2]
- комбинированные анальгетики[6] (содержащие кофеин, кодеин, барбитураты) — высокий риск лекарственного абузуса[2]
- барбитураты [6]
- метамизол натрия (анальгин) — высокий риск развития агранулоцитоза[2]
- триптаны[2]
- миорелаксанты[2]

#### Принципы обезболивания приступов
- Использование простых анальгетиков не должно превышать 14 дней в месяц ввиду снижения эффекта и риска развития ЛИГБ.[2]
- Использование любых обезболивающих должно контролироваться дневником головной боли.[2]

- Нельзя одновременно применять разные препараты из группы НПВС.

- При беременности во всех триместрах разрешён только парацетамол. Ибупрофен и аспирин применяются только во 2 триместре, если польза для матери превышает риск для ребёнка (согласно инструкции в РФ ибупрофен противопоказан при беременности).

- При лактации разрешены к применению парацетамол[14] и ибупрофен[15], поскольку почти не проникают в грудное молоко и не могут навредить ребёнку.

### Лекарственная профилактическая терапия
Показания:
- эпизодическая ГБН с частотой более 2 дней в неделю и Хроническая ГБН во всех случаях,[6]
- любая ГБН с сопутствующей депрессией и тревогой,[2]
- любая ГБН при сочетании с ЛИГБ.[11]

#### Рекомендованные лекарства
Противоболевой эффект антидепрессантов обусловлен усилением активности антиноцицептивных систем. Обезболивающее действие наступает раньше и требует меньших доз препарата, чем антидепрессивное.

##### Трициклические антидепрессанты
В профилактике приступов ГБН эффективны антидепрессанты из групп ТЦА : 
- амитриптилин — является препаратом выбора при лечении Частой эпизодической и Хронической ГБН[6][11],
- нортриптилин — вызывает меньшее количество антихолинергических побочных эффектов, но обладает и меньшей эффективностью,[6]

амитриптилин и нортриптилин могут быть заменены друг другом в той же дозе,
- кломипрамин — включён в российские клинические рекомендации с меньшим уровнем убедительности «В»,[11]
- миртазапин — включён в российские клинические рекомендации с уровнем убедительности «В»,[11]
- доксепин — не зарегистрирован в РФ.

##### Венлафаксин
«Клинические рекомендации» (2021) также предлагают использовать для профилактики ГБН антидепрессант из группы СИОЗСиН венлафаксин с уровнем убедительности «В».

##### СИОЗС
Эффективность других препаратов в профилактике ГБН недостаточно доказана. Есть указание на возможность использования в профилактике ГБН препаратов группы СИОЗС, хотя они менее эффективны, чем ТЦА, однако, вызывают и меньше побочных эффектов, в связи с чем лучше переносятся пациентами. Возможно применение СИОЗС при наличии у пациента тревожных или фобических расстройств, поскольку в их лечении СИОЗС обладают уровнем доказательности «А», особенно если их проявление совпадает с периодом начала или усиления головной боли. У некоторых пациентов СИОЗС могут усиливать ГБН.  

##### Антиконвульсанты
«Клинические рекомендации» (2021) указывают, что применение антиконвульсантов возможно при Хронической ГБН в случаях неэффективности или непереносимости антидепрессантов (убедительность «В», уровень достоверности доказательств низкий — 4).

#### Не рекомендованные лекарства
Использование пропранолола и миорелаксантов не оправдано. Рекомендация применять миорелаксанты имеет низкий уровень убедительности «C» и очень низкий уровень достоверности — 5. Не рекомендованы «вазоактивные» и «ноотропные» средства (уровень рекомендации не применять эти средства наивысший «А», уровень достоверности наивысший — 1).

#### Принципы профилактической терапии
«Европейские принципы»
- Для лучшей переносимости ТЦА назначается в минимальной дозе с последующим постепенным наращиванием дозы. Коррекция дозы должна проводиться под контролем врача.
- Если профилактика кажется неэффективной, она не должна быстро прерываться.
- Минимальный срок для достижения очевидного терапевтического эффекта составляет от 2 до 3 месяцев.
- Не менее чем через 6 месяцев эффективной терапии препарат может быть постепенно отменен, однако иногда показано более длительное лечение.
- Необходимо проанализировать степень приверженности пациента к лечению, так как пациенты, не информированные о целях и характере терапии, могут прекратить лечение, узнав, что им назначен антидепрессант.
- Следует оценивать прием других препаратов, особенно злоупотребление ими.
- Программа терапии зачастую должна включать психотерапевтические методики.

«Клинические рекомендации по диагностике и лечению ГБН» (2021) дополнительно указывают следующие принципы
- Необходимо разъяснить пациенту целесообразность приёма антидепрессанта (в частности, что ТЦА обладают не только антидепрессивным, но и противоболевым действием),
- возможные побочные эффекты (в том числе их временный и, часто, доброкачественный характер).
- Увеличение дозы должно быть медленным (постепенным). Это уменьшит побочные эффекты.
- Рекомендовано прекратить профилактическое лечение через 6-12 месяцев, если оно было эффективно.
- Необходимо оценить эффективность лечения через 3 месяца после начала приёма рекомендованной дозы.

«Клинические рекомендации» (2016) отмечают:
- Амитриптилин противопоказан при закрытоугольной глаукоме, тяжелых нарушениях ритма сердца и внутрижелудочковой проводимости.
- Необходим контроль ЧСС, АД и ЭКГ у пожилых пациентов с заболеваниями сердечно-сосудистой системы.
- Необходим контроль АД у пациентов с пониженным или лабильным АД.

### Нелекарственные методы лечения

#### Рекомендованные
Эффективность при ГБН доказали следующие методы:
- биологическая обратная связь (уровень убедительности «А», доказательств — 1);
- когнитивно-поведенческая психотерапия  — может быть очень эффективна у пациентов с ГБН (уровень убедительности «А», доказательств — 1), однако требует индивидуального и профессионального подхода; доступность метода ограничена;
- техники релаксации — могут быть эффективны, когда невозможно применить лекарственную терапию; должны проводиться дипломированными специалистами, которые во многих странах мало доступны;

- акупунктура  — может помочь некоторым пациентам с ГБН, однако крупные клинические исследования не доказали большей эффективности этого метода по сравнению с бутафорскими процедурами; метод требует дипломированного специалиста и индивидуального подхода.

#### Не рекомендованные
Нет доказательств эффективности у методов:
- чрескожная электрическая стимуляция нервов (ЧЭСН),
- лечение у стоматолога, включая шины и брегеты,
- растительные препараты,
- гомеопатия,
- хирургические операции,
- лечение ботулотоксином.

### Терапия при сочетании ГБН с ЛИГБ
При наличии ЛИГБ необходимы поведенческая терапия (информирование пациентов), отмена препаратов злоупотребления и профилактическое лечение ГБН. Для обезболивания могут применяться препараты тех классов, которыми пациент ранее не злоупотреблял. Число дней с приёмом любых обезболивающих не должно превышать 8 в месяц или 2 в неделю. Отмена некоторых препаратов (опиоидов, барбитуратов, бензодиазепинов) необходимо проводить в условиях стационара. Для лечения симптомов отмены могут быть использованы ГКС, НПВС, противорвотные средства и анксиолитики.
Применение профилактической терапии ГБН при ЛИГБ имеет высший уровень убедительности «А» и доказательности — 1. Препаратом выбора является амитриптилин (убедительность А,доказательность — 2). Эффективность других антидепрессантов при ЛИГБ не доказана.

### Динамическое наблюдение
Для контроля эффективности необходимо динамическое наблюдение пациентов, которым было назначено лечение или изменена схема терапии. Индекс HURT (Headache Under-Response to Treatment), разработанный для врачей первичного звена общей практики определяет недостаточную эффективность терапии головной боли. Ведение дневника головной боли помогает отследить правильность приёма, выявить злоупотребление лекарственными препаратами и повысить приверженность пациента к лечению.

### Ошибки в лечении
1. К ошибкам в лечении относится назначение вместо препаратов с доказанной эффективностью (антидепрессантов) других средств, например «вазоактивных» и «ноотропных».[2]
2. Упущение из внимания возможного лекарственного абузуса (число доз любых обезболивающих препаратов, принимаемых для купирования эпизодов ГБН, не должно превышать 10 в месяц,[2] или 2 в неделю[11]).
3. Ошибки, связанные с взаимодействием лекарств. Например:[2]

| Препарат                                 | Взаимодействие | Осложнение |
| ---------------------------------------- | --- | --- |
| Амитриптилин                             | Ингибиторы МАО | чрезмерная лихорадка тяжёлые судороги гипертонический криз летальный исход |
|                                          | Гормоны щитовидной железы | взаимное усиление терапевтического эффекта: кардиотоксические эффекты (в том числе аритмии), стимуляция центральной нервной системы                                                     |
|                                          | Холиноблокаторы Производные фенотиазина Бензодиазепины                                                                              | усиление седативного и центрального холиноблокирующего эффектов повышение рисков эпилептических припадков (снижение порога судорожной активности)                                       |
|                                          | Противосудорожные | снижение эффективности противосудорожных средств усиление угнетающего действия на центральную нервную систему при использовании в высоких дозах — снижение порога судорожной активности |
|                                          | Непрямые коагулянты | повышение антикоагулянтной активности |
|                                          | Антидепрессанты флуоксетин и флувоксамин                                                                                            | увеличение концентрации амитриптилина в плазме (может потребоваться снижение дозы амитриптилина на 50%)                                                                                 |
|                                          | Эстроген | повышение биодоступности амитриптилина (может потребоваться снижение дозы амитриптилина)                                                                                                |
|                                          | Антиаритмические средства (например, хинидин)                                                                                       | усиление риска развития нарушений ритма (возможно замедление метаболизма амитриптилина)                                                                                                 |
| Миртазапин                               | Бензодиазепины | усиление седативного эффекта |
|                                          | Ингибиторы МАО | не следует применять одновременно и в течение 2 недель после отмены |
|                                          | внезапное прекращение приёма миртазапина после длительного лечения может вызвать тошноту, головную боль, ухудшение самочувствия     | |
| Венлафаксин                              | Ингибиторы МАО | одновременное применение противопоказано |
|                                          | Варфарин | усиление антикоагулянтного эффекта |
|                                          | необходимо постепенное снижение дозы венлафаксина перед отменой, длительностью не менее недели, и наблюдение за состоянием пациента | |
| СИОЗС                                    | Ингибиторы МАО | одновременное применение противопоказано |
|                                          | Трамадол | Сочетание СИОЗС и серотонинергических препаратов может привести к усилению серотонинэргического эффекта, в тяжёлых случаях — к серотониновому синдрому                                  |
|                                          | Суматриптан | Сочетание СИОЗС и серотонинергических препаратов может привести к усилению серотонинэргического эффекта, в тяжёлых случаях — к серотониновому синдрому                                  |
|                                          | Фуразолидон | Сочетание СИОЗС и серотонинергических препаратов может привести к усилению серотонинэргического эффекта, в тяжёлых случаях — к серотониновому синдрому                                  |
|                                          | Триптофан | Сочетание СИОЗС и серотонинергических препаратов может привести к усилению серотонинэргического эффекта, в тяжёлых случаях — к серотониновому синдрому                                  |
|                                          | Варфарин | возможно усиление действия |
|                                          | Гипогликемические средства | возможно усиление действия |
|                                          | Галоперидол | описаны случаи развития экстрапирамидных симптомов и дистонии |
|                                          | Мапротилин | описаны случаи развития экстрапирамидных симптомов и дистонии |
|                                          | Метоклопрамид | описаны случаи развития экстрапирамидных симптомов и дистонии |
|                                          | Сульпирид | описаны случаи развития экстрапирамидных симптомов и дистонии |
| Пароксетин (антидепрессант группы СИОЗС) | Атипичные нейролептики | возможно нарушение процесса свертывания крови |
|                                          | трициклические антидепрессанты | возможно нарушение процесса свертывания крови |
|                                          | Фенотиазины | возможно нарушение процесса свертывания крови |
|                                          | НПВС | возможно нарушение процесса свертывания крови |
| Флуоксетин (антидепрессант группы СИОЗС) | трициклические антидепрессанты | угнетение метаболизма этих веществ, увеличение концентрации в крови, усиление их терапевтических и побочных эффектов                                                                    |
|                                          | тетрациклические антидепрессанты | угнетение метаболизма этих веществ, увеличение концентрации в крови, усиление их терапевтических и побочных эффектов                                                                    |
|                                          | карбамазепин | угнетение метаболизма этих веществ, увеличение концентрации в крови, усиление их терапевтических и побочных эффектов                                                                    |
|                                          | диазепам | угнетение метаболизма этих веществ, увеличение концентрации в крови, усиление их терапевтических и побочных эффектов                                                                    |
|                                          | метапролол | угнетение метаболизма этих веществ, увеличение концентрации в крови, усиление их терапевтических и побочных эффектов                                                                    |
|                                          | | |

## Прогноз
ГБН может быть мучительна, но не опасна. Обычно лечение приносит облегчение. С увеличением частоты приёма обезболивающих препаратов повышается риск развития лекарственно-индуцированной головной боли.